# Об'єктна модель
Об'єктна модель у інформатиці має два пов'язаних, але окремих значення:
1. Властивості об'єктів загалом у певній мові програмування, технології, нотації чи методології, що використовує їх. Прикладами можуть бути об'єктні моделі мови Java, Component Object Model (COM), або технологія об'єктного моделювання (Object-modeling technique, OMT).
2. Набір об'єктів чи класів, крізь які програма читає чи змінює певний набір властивостей. Іншими словами, об'єктно-орієнтований інтерфейс до певного сервісу чи системи. Такий інтерфейс називають об'єктною моделлю цього сервісу чи системи. Наприклад, Document Object Model (DOM)  є набором об'єктів, що представляють сторінку у браузері, і використовується для вивчення чи зміни вмісту сторінки програмою.